# Rafael Arnaiz Barón
Rafael Arnaiz Barón (Burgos, 9. travnja 1911. – Dueñas, 26. travnja 1938.), španjolski redovnik i svetac Rimokatoličke Crkve. 

## Životopis
Rafael Arnaiz Barón je rođen 9. travnja 1911. u Burgosu u Španjolskoj u bogatoj katoličkoj obitelji. Školovao se u više isusovačkih škola. Nakon srednje škole odlazi živjeti i raditi kod svoga ujaka, vojvode od Maqueda. 15. travnja 1934. napušta studij arhitekture i ulazi u trapistički red. Nakon četiri mjeseca saznaje kako boluje od dijabetesa te napušta samostan i vraća se kući nekoliko mjeseci. Od 1935. do 1937. primoran je više puta se vraćati kući kako bi se oporavio. Umro je u samostanskoj bolnici 26. travnja 1938. u 27. godini života. Papa Ivan Pavao II. imenovao ga je uzorom mladeži 27. rujna 1992. i proglasio ga blaženim. 11. listopada 2009. papa Benedikt XVI. proglasio ga je svetim.